# خفاش برگ‌بینی
خفاش برگ‌بینی (نام علمی: Phyllostomidae) نام یک تیره از راسته خفاش است.